# 주식의 분할
주식의 분할이란 회사채발행주식을 세분하여 종전보다 많은 수의 주식으로 늘이는 것을 말한다. '주식의 병합'과 반대개념이다. 대한민국 상법은 1998년 개정을 통해 주식의 분할에 관한 규정을 신설하였다. (상법 제329조의2)

## 참고 문헌
- 이철송, 회사법강의(제16판), 박영사, 2009. ISBN 9788971899687